# Логунов, Валентин Андреевич
Валенти́н Андре́евич Логуно́в (род. 27 июля 1938, Владимировка, Воронежская область) ― советский российский журналист, Народный депутат СССР (1989―1991), главный редактор «Российской газеты» (1990―1993).

## Биография
Родился 27 июля 1938 в селе Владимировка Мучкапского района (ныне — Тамбовской области).
Окончив школу, работал токарем на Шерловогорском оловокомбинате в Читинской области, затем поступил в техникум транспортного строительства. В 1959 году призван в ряды Советской Армии, службу проходил на Сахалине. После армии с 1961 по 1963 год был секретарём комитета комсомола Шерловогорского комбината.
Писать статьи и очерки для газет начал в 1963 году. В 1968 окончил факультет журналистики Уральского государственного университета.
С 1963 по 1979 год Логунов работал в различных газетах Читинской области: «Комсомолец Забайкалья», «Сельский строитель», «Забайкальская магистраль», «Забайкальский рабочий». Начинал литературным сотрудником, затем был заведующим отделом, редактором. В 1970―1971 годах работал киноредактором в Читинском областном телерадиокомитете.
В 1979 году начал работать в газете «Гудок», где занимал последовательно должности собственного корреспондента, ответственного секретаря и заместителя главного редактора. В 1987 году перешёл в газету «Московская правда», где стал заместителем главного редактора Михаила Полторанина.
26 марта 1989 года Логунов был избран Народным депутатом СССР от Кунцевского территориального избирательного округа № 13 г. Москвы. Член Комитета Верховного Совета СССР по вопросам работы Советов народных депутатов, развития управления и самоуправления. На Съезде народных депутатов СССР был одним из организаторов Межрегиональной депутатской группы (МДГ).
В августе 1990 года назначен заместителем Министра печати и информации РСФСР. В ноябре 1990 года стал главным редактором издания Верховного Совета РСФСР «Российская газета». Осенью 1991 года избран членом Совета Республик Верховного Совета СССР нового состава.
С 1994 по 1995 год работал помощником депутата Совета Федерации. Входил в состав Высшего совета Партии самоуправления трудящихся. С января 2002 по февраль 2005 года Логунов руководил Секретариатом заместителя Председателя Совета Федерации Федерального Собрания Российской Федерации Михаила Николаева.
Действительный государственный советник РФ 1 класса. Награжден Почётной грамотой Совета Федерации и Почётной грамотой Президиума Верховного Совета Российской Федерации (1993). Лауреат премии имени В. К. Курнатовского (1977).
В настоящее время на пенсии. Женат, двое сыновей, старший ― экономист, младший стал журналистом.